# Rebel Rebel
«Rebel Rebel» — песня Дэвида Боуи, выпущенная в феврале 1974 года в качестве сингла и на альбоме Diamond Dogs. Она фактически стала прощанием Боуи с глэм-движением, которое сделало его знаменитостью. Упоминается как наиболее часто перепеваемая песня Боуи.

## Музыка и текст
Первоначально написанная для мюзикла Ziggy Stardust в конце 1973 года, песня «Rebel Rebel» стала последним синглом Боуи в глэм-роковом стиле, который был его визитной карточкой. Также она была его первым хитом после 1969 года, записанным без ведущего гитариста Мика Ронсона; Боуи сам играл на гитаре на этом и почти на всех других треках с Diamond Dogs.
Песня известна своим текстом, затрагивающим тему трансвестизма («Твоя мама не знает что и думать, /
Она не уверена: парень ты или девушка», англ. «You got your mother in a whirl / She’s not sure if you’re a boy or a girl»), а также характерным риффом, который рок-журналист Крис Нидс назвал «классикой, оседающей в памяти, подобно „Satisfaction“ группы Rolling Stones». Сам Боуи позже сказал: «Это невероятный рифф! Просто невероятный! Когда я наткнулся на него, я чуть не воскликнул: „Спасибо!“».
Давняя приятельница Боуи, трансгендерная рок-артистка Джейн Каунти, утверждает, что «Rebel Rebel» была частично основана на её песне «Queenage Baby», записанной на Mainman Records в январе 1974 года, но не выпущенной в то время. Позже песня появилась на независимом релизе 2006 года «Wayne County — At the Trucks!», и некоторые критики, услышав композицию, подтвердили заявление Каунти.

## Релиз
Сингл вскоре стал глэм-гимном, женским эквивалентом более раннего хита «All the Young Dudes», написанного Боуи для Mott the Hoople. Он достиг 5-го места в Великобритании и 64-го — в США. Американский релиз первоначально включал совершенно другую запись. Она короче (2:58) и быстрее, компактна и в духе кэмпа, а также дополнена фазированным вокалом; Джефф Маккормак сыграл на конгах, а Боуи — на всех остальных инструментах. Её поспешно изъяли и заменили британской версией сингла, но та же самая аранжировка использовалась в североамериканском турне 1974 года и появилась на концертном альбоме David Live.
Перезаписана Дэвидом Боуи в 2002 году и вошла в ограниченное издание альбома Reality.

## Список композиций
1. «Rebel Rebel» (Боуи) — 4:20
2. «Queen Bitch» (Боуи) — 3:13

- На стороне «Б» американского и канадского изданий был трек «Lady Grinning Soul».

## Участники записи
- Дэвид Боуи: вокал, гитара, акустическая гитара, клавишные, продюсер
- Херби Флауэрс: бас-гитара
- Майк Гарсон: фортепиано
- Эйнсли Данбар: ударные
- Мик Ронсон: гитара на «Queen Bitch»
- Тревор Болдер: бас-гитара на «Queen Bitch»
- Мик Вудмэнси: ударные на «Queen Bitch»

## Чарты
| Чарт (1974)                        | Макс. позиция |
| ---------------------------------- | ------------- |
| Австралия (ARIA)                   | 18            |
| Великобритания (UK Singles Chart)  | 5             |
| Германия (Media Control)           | 33            |
| Ирландия (Irish Singles Chart)     | 2             |
| Канада (Canadian Singles Chart)    | 30            |
| Нидерланды (Dutch Singles Charts)  | 8             |
| Норвегия (Norwegian Singles Chart) | 9             |
| США (Billboard Hot 100)            | 64            |

## Концертные версии
- Концертная версия, записанная во время турне 1974 года, была выпущена на альбоме David Live[26]. Эта версия также появилась на нидерландский релизе Rock Concert[27]. Другая версия с тех же гастролей появилась на бутлеге A Portrait in Flesh[28].
- Боуи исполнил эту песню во время выступления на концерте Live Aid в 1985 году[29].
- Песня была исполнена во время турне Glass Spider 1987 года и позднее выпущена на одноимённом концертном видеоальбоме в формате VHS (1988) и DVD/CD (2007)[30].
- Боуи прекратил исполнять «Rebel Rebel» после турне Sound and Vision 1990 года, и она вновь зазвучала во время рекламного турне The Hours… 1999 года.
- 18 октября 2002 года Боуи исполнил «Rebel Rebel» в британской телепередаче Later… with Jools Holland[31].
- Новая версия песни, исполнявшаяся в начале большинства концертов в рамках турне 2003 года, была выпущена на видеоальбоме A Reality Tour[32].

## Другие релизы
- В 2003 году была записана новая версия, включающая аранжировку Марка Плати и без присутствовавшего в оригинале упоминания кваалюда[~ 2]. Она появилась на бонусном диске, идущем с некоторыми версиями альбома Reality, и на специальном издании Diamond Dogs, выпущенном в честь 30-летнего юбилея альбома в 2004 году. В том же году она была смешана с песней «Never Get Old» из альбома Reality; полученный мэшап был выпущен на сингле «Rebel Never Gets Old».
- Сингл был переиздан лейблом RCA в составе коллекций Life Time и Fashion Picture Disc Set.
- Песня была выпущена на саундтреках к фильмам «Детройт — город рока» (1999)[33], «Ангелы Чарли: Только вперёд» (2003)[34], «Бэндслэм» (2009)[35], «Ранеуэйз» (2010)[36].
- Появилась на следующих сборниках:
  - ChangesOneBowie (1976)
  - Changesbowie (1990)
  - Bowie: The Singles 1969—1993 (1993)
  - The Singles Collection (1993)
  - The Best of 1969/1974 (1997)
  - Best of Bowie (2002)